# 波爾圖區
波爾圖區 （葡萄牙語：Distrito do Porto，[ˈpoɾtu] ⓘ）是葡萄牙西北沿海的一個區。面積2,395平方公里，人口1,817,172人（2011年）。首府波爾圖，下分18市镇。